# Jessica Uberuaga
Jessica Marie Uberuaga (* 3. November 1992 in Boise, Ada County, Idaho) ist eine US-amerikanische Schauspielerin, Filmproduzentin und Model.

## Leben
Uberuaga wurde in Boise geboren. Ihre Eltern sind baskischer Herkunft. Daher spricht sie auch fließend Spanisch. Sie studierte Wirtschaftswissenschaft und Spanisch an der Boise State University und der Universität Alicante.
2009 machte Uberuaga ihr Fernsehschauspieldebüt in jeweils einer Episode der Fernsehserien Secretos und Melrose Place. 2011 spielte sie in fünf Episoden der Fernsehserie Keenan's Crush die Rolle der Jessi Marie, für die sie auch als Produzentin fungierte. Von 2013 bis 2014 übernahm sie die Charakterrolle der Red in der Fernsehserie Vigilante Diaries. 2013 verkörperte sie eine Meerjungfrau in dem Musikvideo Mermaid der Band Train. Sie hatte Rollenbesetzungen in den Fernsehfilmen Thunderland, Unorganized Crime und Final Storm – Der Untergang der Welt, in dem sie die Rolle der Sarah darstellte. 2019 sicherte sie sich zusammen mit Produzent Mike Hatton einen Filmfonds in Höhe von mehreren Millionen US-Dollar. 2020 wirkte sie in der Rolle der Miss Esparito in der Fernsehserie Finding Love in Quarantine mit. 2021 war sie als Produzentin an Triumph beteiligt.

## Filmografie (Auswahl)

### Schauspiel
- 2009: Secretos (Fernsehserie, Episode 6x15)
- 2009: Melrose Place (Fernsehserie, Episode 1x08)
- 2010: City Gym (Kurzfilm)
- 2011: Keenan's Crush (Fernsehserie, 5 Episoden)
- 2013–2014: Vigilante Diaries (Fernsehserie, 4 Episoden)
- 2014: Gutshot Straight
- 2015: Thunderland (Fernsehfilm)
- 2015: Star Trek: Renegades (Fernsehserie, Episode 1x01)
- 2016: L.A. Outlaws – Die Gesetzlosen (Vigilante Diaries, Fernsehfilm)
- 2016: Mind Blown (Fernsehfilm)
- 2017: Running Wild
- 2017: Final Storm – Der Untergang der Welt (Doomsday Device, Fernsehfilm)
- 2018: Unorganized Crime (Fernsehfilm)
- 2019: American Fighter
- 2019: The Fanatic
- 2020: The Swing of Things
- 2020: Finding Love in Quarantine (Fernsehserie, 3 Episoden)
- 2020: Heroes with Issues (Fernsehserie, Episode 2x04)
- 2021: Take Back
- 2022: Incarnation
- 2022: Salvage Marines (Fernsehserie)

### Produktion
- 2011: Keenan's Crush (Fernsehserie, 5 Episoden)
- 2021: Triumph
- 2022: Incarnation